# Дронов Олександр Вікторович
Олександр Вікторович Дронов (3 березня 1977 — 9 березня 2023) — старший солдат Збройних сил України, учасник російсько-української війни.

## Життєпис
Народився 3 березня 1977 року в Путчино Курської області. У травні 1981 року разом з батьками переїхав до Степового,Дніпровського району, Дніпропетровської області де й провів більшу частину свого життя. Закінчив Степнянську середню школу в 1993 році. Після закінчення школи проходив строкову військову службу в армії.
До початку війни Олександр працював на м'ясокомбінаті «Фаворит» у місті Дніпро. Був одружений, мав троє дітей: сина Артема та двох дочок — Валентину та Альбіну.
8 грудня 2022 року Олександр Дронов був призваний на військову службу Дніпровським РТЦК та СП. Служив інспектором прикордонної служби 3 категорії та помічником гранатометника 3 відділення інспекторів прикордонної служби 1 прикордонної застави 3 прикордонного загону імені Героя України полковника Євгенія Пікуса Державної прикордонної служби України (військова частина №9938).
9 березня 2023 року загинув внаслідок штормових дій в районі населеного пункту Бахмут, Донецька область, під час бойових дій в рамках російсько-української війни.
Похований в селі Степове, Дніпровський район, Дніпропетровська область. Його смерть стала важкою втратою для родини та України, а пам'ять про нього живе в серцях близьких та всієї нації.

## Нагороди та вшанування
- Указом Президента України від 26.07.2023 №448/2023  нагороджений орденом «За мужність» III ступеня (посмертно)[7].
- [8]від 01.10.2023 №40 нагороджений орденом "За заслуги перед Громадою"